# Guillem Sánchez i Gómez
Guillem Sánchez i Gómez (n. Mataró; 1963) es un escritor de ciencia ficción, ensayista novelista y cuentista español.

## Biografía
Es diplomado en empresariales y actualmente trabaja para la administración pública. Desde 1994 viene publicando a dúo junto a Eduardo Gallego Arjona relatos y artículos relacionados con la ciencia ficción.
La obra de Gallego y Sánchez se centra en el UniCorp o Universo Corporativo. En palabras de ̠Domingo Santos, se trata de "un universo abigarrado, variopinto, donde tiene cabida todo, desde las más amplias gestas épicas hasta el devenir cotidiano, pero principalmente un siempre presente sentido de la maravilla y, sobre todo, un gran sentido del humor, a veces patente, a veces soterrado, que es una de las principales constantes de sus autores".

## Obras
Las obras referenciadas están disponibles para su descarga o lectura en línea.

### Relatos
- La voz del héroe,[3] BEM n.º 55 (1997)
- Me pareció ver un lindo gatito, BEM n.º 61 (1998)
- Como caído del cielo, Espiral CF n.º 16 (1999)
- ¡La inteligencia es la armadura!, Ciberp@ís. n.º 6 (2000)
- Fortaleza de invicta castidad, PulpMagazine Extra 2001 (2001)
- Me humillo ante ti, señor,[4] Valis n.º 10 (2001)
- Lorthrial[5] y G'ngorn-7, el volcán dormido, Cuadernos literarios Almedina, n.º 1 (2001)
- Después del desastre, Valis n.º 12 (2002)
- Pájaro en mano, Asimov CF, n.º 11 (2004)
- Requiescat in pace, Asimov CF, n.º 19 (2005)
- Una de vampiros Espiral CF n.º 16 (2006)

### Novelas cortas
- Dario,[6] Visiones 1994 (AEFCFT), (1994)
- Nina, Cuadernos ESPIRAL n.º 1, (1994)
- Dar de comer al sediento, Silente, (1996)
- Dime con quién andas..., Visiones 1996 (AEFCFT), (1996)
- Inmigrantes, ESPIRAL CF n.º 5, (1996)
- La llanura, BEM n.º 65, (1998)
- Nàufrags en la nit, Pagès Editors, (1998) (catalán), Un cruce en la noche, Silente, (2003) (castellano)
- Crisálida, ESPIRAL CF n.º 18, (2000)
- Juegos e instintos, ESPIRAL CF n.º 18, (2000)
- El factor crítico, Silente, (2003)
- El hongo que sabía demasiado, Silente, (2004)
- Crisis en la Eternidad, Silente, (2008)
- Juegos perversos, Silente, (2008)
- Juegos y engaños, libro electrónico, (2008)

### Novelas
- Asedro, Silente, (2001)
- Pacificadores, Silente, (2002)
- La embajada, Silente, (2003)
- Buscando a los antiguos dioses, Silente, (2004)
- Tras la línea imaginaria, Silente, (2004)
- Baile de locos, Silente, (2007)
- Sombras de honor, Equipo Sirius, (2008)
- La cosecha del centauro, Ediciones B, (2009)
- Las crónicas de Suko, Editorial Libros Mablaz, (2014)
- Oriente y Occidente, (2014)
- Días de fuego, (2018)
- La bayoneta de Occam, libro electrónico, (2020)
- Horizonte de estrellas, Editorial Minotauro, (2022)

### Ensayos
- ¿Qué es la ciencia ficción?,[7] Visiones 1994 (AEFCFT), (1994), Libro Andrómeda n.º 7, (2003)
- Vida, sexo y ciencia ficción,[8] Libro Andrómeda, n.º 9, (2005)
- En recuerdo de Edgar Allan Poe,[9] Sitio de Ciencia-Ficción (2009)
- Howard Phillips Lovecraft,[10] Sitio de Ciencia-Ficción (2012)
- Supervivientes de otros tiempos,[11] Sitio de Ciencia-Ficción (2012)

### Traducciones a otras lenguas
Con motivo de la WorldCon celebrada en Glasgow en agosto de 2005, Ediciones Silente presentó la antología Minds and Machines - Tales of the UniCorp 1. Silente estuvo allí como único editor español en la Con.
Se trata del primer título de una nueva colección de Silente CF destinada a dar a conocer a los lectores anglosajones la mejor ciencia ficción española. En él se recogen tres de nuestros más conocidos relatos, traducidos al inglés: Nina, Dar de comer al sediento y Me pareció ver un lindo gatito (Nina, Feeding the Thirsty & I Thought I Saw a Pussy Cat) El primero fue traducido por Eduardo Gallego y revisado por Gay Haldeman. Los otros dos fueron traducidos por la filóloga Elizabeth Small.
Después del Desastre, finalista del premio Domingo Santos 2001, ha sido traducido al búlgaro  en 2005 por Khristo Poshtakov.

## Galardones
- 1997: Premio Alberto Magno por Me pareció ver un lindo gatito.[12]
- 1997: Premio Juli Verne por Nàufrags en la nit.
- 1998: Premio Ignotus a la mejor novela corta por Dar de comer al sediento.[13]
- 2002: Premio Ignotus al mejor cuento por Fortaleza de invicta castidad.[14][15]
- 2008: Premio UPC de novela corta, por La cosecha del centauro.[16]
- 2010: Premio Ignotus a la mejor novela corta por La cosecha del centauro.[17][18]
- 2014: Premio Libro revelación del año por Las crónicas de Suko.
- 2022: Premio Minotauro por Horizonte de estrellas.[19]